# Мосінський (селище)
Мо́сінський (рос. Мосинский) — селище у складі Юр'янського району Кіровської області, Росія. Входить до складу Верховинського сільського поселення.
Населення становить 69 осіб (2010, 155 у 2002).
Національний склад станом на 2002 рік — росіяни 94 %.